# 베르가미니급 호위함
베르가미니급 호위함은 이탈리아와 프랑스가 공동 개발한 FREMM급 함선으로 이탈리아 해군의 최신형 호위함이다. 만재 배수량 6천 7백톤이며, 이탈리아판 이지스함이다. 프랑스의 동급함은 아키텐급 호위함이라고 부른다.

## 역사
1번함 카를로 베르가미니함은 2013년 5월 이탈리아 해군에 취역했다. 기존 만재 배수량 3,040톤인 마에스트랄레급 호위함 8척을 대체하기 위해 개발했다. 이탈리아 해군은 대잠형 4척과 범용형 4척으로 총 8척이 건조되었고, 추가로 범용형 2척을 건조할 계획이다.

## 수출

### 미국

#### FREMM급 호위함 파생형 구매 결정
2020년 4월, FREMM급의 공동 개발사인 이탈리아의 핀칸티에리는 위스콘신주의 Marinette 조선소에서 입찰 경쟁에서 승리해 미화 7억 8,900만 달러의 계약을 체결했다. 미국의 10척의 차기 호위함 사업을 따낸 FREMM급은 첫 건조되는 초도함의 예상가가 12억 달러 이상이며, 미국의 레이더인 AN/SPY-6 파생형을 탑재해서 미국 기술과 이탈리아 기술을 합착한 호위함이 될 예정이다.

### 기타 국가
인도네시아 해군에 6척, 이집트 해군에 2척, 알제리 해군에 1척을 수출했다.

## 같이 보기
- 아키텐급 호위함 - 프랑스 해군의 동급 호위함
- 고르쉬코프급 호위함 - 러시아판 5천톤급 이지스함
- KDDX - 한국판 6천톤급 이지스함